# دنیلو اودود
دنیلو اودود (اوکراینی: Данило Олегович Удод؛ زادهٔ ۹ مارس ۲۰۰۴) بازیکن فوتبال است.
وی همچنین در تیم‌های ملی فوتبال Ukraine national under-16 football team و Ukraine national under-19 football team بازی کرده‌است.